# Spitsbergen (Midden-Groningen)
Spitsbergen is een gehucht in de gemeente Midden-Groningen in de provincie Groningen (Nederland). Het gehucht ligt op de grens van Sappemeer en Zuidbroek, in het verlengde van het Achterdiep.
De naam Spitsbergen verwijst naar de eilandengroep ten noorden van Noorwegen. In het gebied liggen enkele opvallende opduikingen.
Spitsbergen is bij muzikanten bekend vanwege de gelijknamige geluidsstudio, die sinds 1979 is gevestigd in een boerderij uit 1872.